# Edward Kellett-Bowman
Edward Kellett-Bowman (n. 25 februarie 1931, Leeds, Anglia, Regatul Unit – d. 22 noiembrie 2022) a fost un om politic britanic, membru al Parlamentului European în perioadele 1979-1984, 1984-1989, 1989-1994 și 1994-1999 din partea Regatului Unit.